# دورتی سباستین
دورتی سباستین (انگلیسی: Dorothy Sebastian؛ ۲۶ آوریل ۱۹۰۳ – ۸ آوریل ۱۹۵۷) بازیگر اهل ایالات متحده آمریکا بود.
از فیلم‌هایی که وی در آن‌ها نقش داشته‌است، می‌توان به اَلیوپ  اشاره نمود.